# المصعد (المقاطرة)

تعديل مصدري - تعديل

المصعد هي إحدى قرى عزلة السود بمديرية المقاطرة التابعة لمحافظة لحج، بلغ تعداد سكانها 867 نسمة حسب تعداد اليمن لعام 2004.